# St. Guido (Speyer)

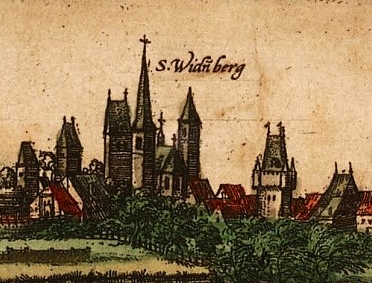
St. Guido (Ausschnitt nach Braun/Hogenberg)

Das zweite Stift der Stadt Speyer nach Allerheiligen war das romanisch-gotische Stift St. Guido auf dem Weidenberg im Norden der Altstadt am ehemaligen Weidentor.

## Geschichte
Das Stift, das vormals dem Hl. Johannes dem Täufer geweiht war, wurde um 1030 n. Chr. als dritter Salierbau in der Pfalz nach dem Kloster Limburg und dem Speyrer Kaiserdom von Kaiser Konrad II. gegründet. Auf einer im Norden der Stadt liegenden kleinen Erhöhung, dem Weidenberg, entstand eine romanische Basilika mit frühromanischem Westwerk, welches ein Türmchen auf dem Dach hatte, und zwei Osttürmen mit Querhaus, Chor und Apsis. Im Süden wurden die Stiftsgebäude angebaut. 1046 brachte Heinrich III. von seiner Kaiserkrönung in Italien u. a. die Gebeine des seligen Guido von Pomposa als Reliquien nach Speyer, die 1047 in dem noch jungen St. Johannes Stift feierlich beigesetzt und zum Namensgeber für das Stift wurden.
Im 15. Jahrhundert wurde der spätgotische Chor der Kirche angebaut und der Südostturm erhöht. Der Stiftsdekan Dionys Burckard († 1605) amtierte auch als Speyerer Weihbischof und war einer der bekannten örtlichen Reformer im Sinne des Konzils von Trient. Am Pfingstdienstag im Jahre 1689 legten die abrückende französische Armee auf Befehl Ludwig XIV. auf dem Weidenberg das Feuer für den großen Stadtbrand. Auch das Stift wurde völlig zerstört und später nur teilweise wieder aufgebaut. Der letzte Teil der einst so bedeutenden Kirche fiel um 1830 einem Brand zum Opfer. 
Die Fundamente der mittelalterlichen Stiftskirche liegen unter dem heutigen Gelände. Erinnerungen an das alte Stift findet man heute im Historischen Museum der Pfalz in Speyer.

## Ansiedlung der Spiritaner
Im Jahr 1922 wurde das Gelände dem Orden der Spiritaner übergeben, die sich zunächst durch Umbau eines Tabakmagazins, das aus den Steinen der alten Kirche errichtet worden war, ein neues Guidostift als Missionskonvikt errichteten, das 1935 auch mit einer neuen Kirche ergänzt wurde. Auf dem Stiftsgelände des Weidenbergs wurde bis in die 1950er Jahre Wein angebaut. 1991 wurde die Kirche aufgegeben, die wenigen verbliebenen Spiritaner wechselten in das benachbarte Pfarrhaus der Friedenskirche St. Bernhard. Eine ausführliche Darstellung der Zeit der Spiritaner findet sich  im Artikel über den Spiritaner Maria Joseh Weber.

## Synagoge Beith-Schalom

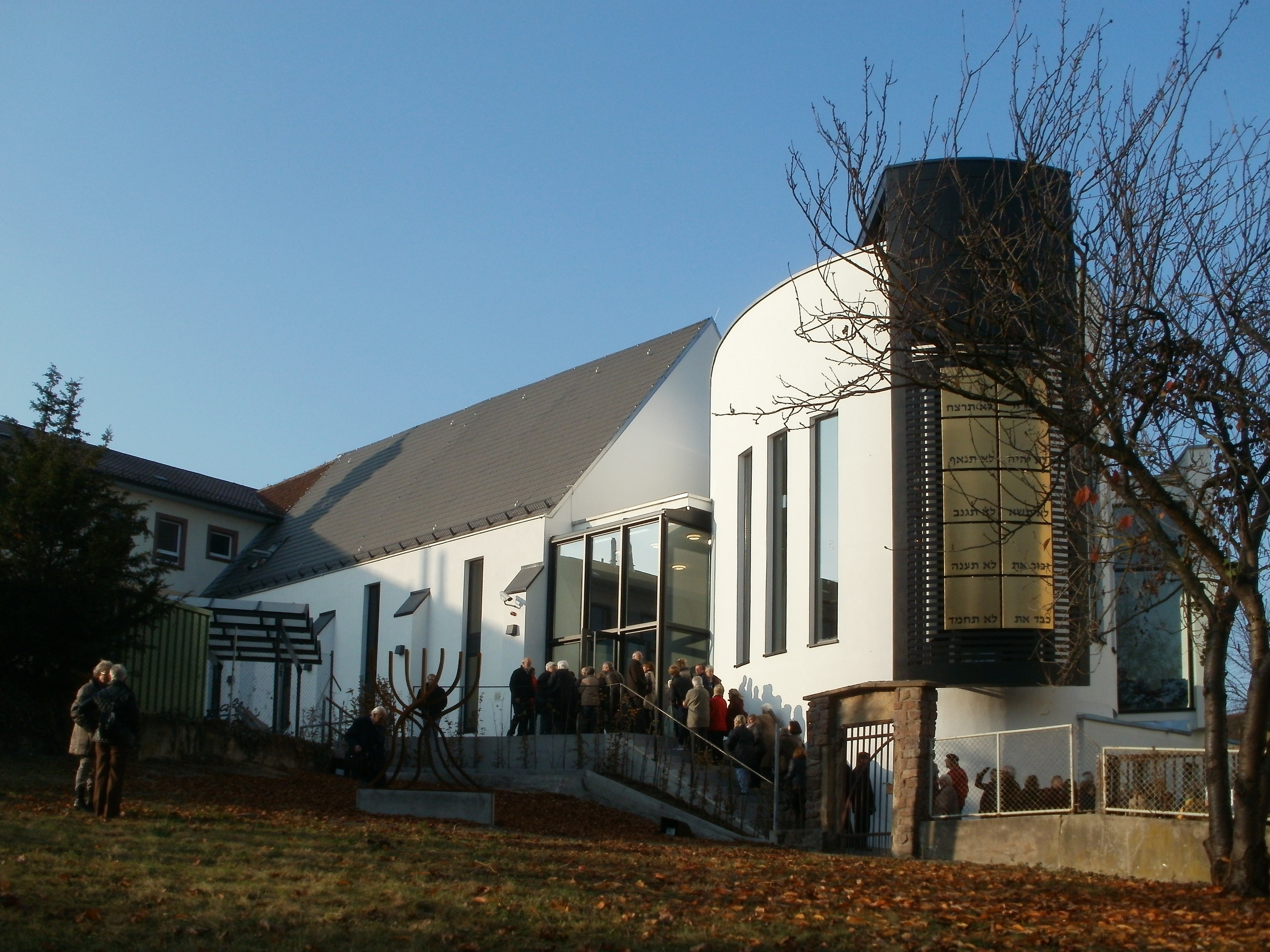
Die Synagoge Beith-Schalom von Süden, rechts der neue elliptische Gebetsraum, links das Gemeindezentrum in der ehemaligen Hallenkirche St. Guido von 1935. Im Hintergrund das Gebäude des Landesbetriebes Mobilität, der das ehemalige Stiftsgebäude nutzt.

Nach dem Verkauf des Stiftes wurde am 9. November 2008 dort der Grundstein für die neue Synagoge Beith-Schalom („Haus des Friedens“) gelegt, die genau drei Jahre später am 9. November 2011 in einem feierlichen Festakt in Beisein von Bundespräsident Christian Wulff ihrer Bestimmung übergeben wurde.
Bei der Einweihung erklärte Architekt Alfred Jacoby: „Der Bau selbst widerspiegelt die Idee dieses Dialogs, denn er ist ab heute eine Verbindung zwischen der ehemaligen Kirche St. Guido und der neuen Synagoge Beith-Schalom - Haus des Friedens. Wenn man hier am Weidenberg steht, einem der ältesten Plätze der Stadt, begreift man aber auch, dass man optisch mit dem Speyerer Salierdom und mit der Versöhnungskirche St. Bernhard, die nach Frankreich orientiert ist und 1954 eingeweiht wurde, in Blickbeziehung steht. ... Diese Synagoge soll das Spannungsfeld, in dem Juden hier lebten und leben, bewusst machen. Angefangen von Salierdom bis hin zur Versöhnungskirche, die die Speyerer nach dem furchtbaren Krieg erbaut haben. Heute ist der Tag an dem sich Speyer seiner Geschichte erneut stellt.“
Im Stiftsgebäude ist heute der Landesbetrieb Mobilität Speyer untergebracht.